# Хорхе Вальдивія
Хорхе Вальдивія (ісп. Jorge Valdivia, нар. 19 жовтня 1983, Маракай) — колишній чилійський футболіст, півзахисник. Передусім відомий виступами за клуб «Коло-Коло» та національну збірну Чилі.

## Клубна кар'єра
Народився 19 жовтня 1983 року в місті Маракай. Вихованець футбольної школи клубу «Коло-Коло».
У дорослому футболі дебютував 2003 року виступами за команду клубу «Універсідад де Консепсьйон», кольори якого захищав на умовах оренди. Згодом з 2004 по 2005 рік також як орендований гравець виступав у Європі у складі іспанського «Райо Вальєкано» та швейцарського «Серветта». 2005 року повернувся до «Коло-Коло», на півтора сезони ставши гравцем головної команди цього клубу.
Своєю грою за останню команду привернув увагу представників тренерського штабу бразильського «Палмейраса», до складу якого приєднався 2006 року. Відіграв за команду з Сан-Паулу наступні два з половиною сезони своєї ігрової кар'єри. Більшість часу, проведеного у складі «Палмейраса», був основним гравцем команди.
Протягом 2008—2010 років захищав кольори команди еміратського «Аль-Айна».
До складу клубу «Палмейрас» повернувся 2010 року. Відтоді відіграв за бразильську команду ще понад 100 матчів в національному чемпіонаті.

## Виступи за збірну
2004 року дебютував в офіційних матчах у складі національної збірної Чилі. Наразі провів у формі головної команди країни 79 матчів, забивши 7 голів.
У складі збірної був учасником розіграшу Кубка Америки 2007 року у Венесуелі, чемпіонату світу 2010 року у ПАР, а також розіграшу Кубка Америки 2011 року в Аргентині.

## Титули і досягнення
- Чемпіон Чилі (2):

«Коло-Коло»: 2006, 2017
- Переможець Ліги Пауліста (1):

«Палмейрас»: 2008
- Володар Кубка Бразилії (1):

«Палмейрас»: 2012
- Володар Кубка Президента ОАЕ (1):

«Аль-Айн»: 2008-09
- Володар Кубка ліги ОАЕ (1):

«Аль-Айн»: 2008
- Володар Суперкубка ОАЕ (1):

«Аль-Айн»: 2009
- Володар Суперкубка Чилі (2):

«Коло-Коло»: 2017, 2018
Збірні
- Переможець Кубка Америки: 2015